# Провало (Верона)
Провало (итал. Provalo) је насеље у Италији у округу Верона, региону Венето.
Према процени из 2011. у насељу је живело 25 становника. Насеље се налази на надморској висини од 1024 м.